# 岸堤镇
岸堤镇，是中华人民共和国山東省临沂市沂南县下辖的一个乡镇级行政单位。

## 行政区划
岸堤镇下辖以下地区：
孟家场村、 岸堤社区、局埠村、小峪庄村、西坡池村、大峪庄村、田家北村、梁家北村、东北村、红光村、新兴村、李家庄子村、塘子村、唐家峪子村、艾山东村、仁合庄村、河子沟村、冯家庄村、柳行岔村、兴旺庄村、西岩路村、杏山子村、罗圈峪村、池畔村、蔡家峪子村、大新庄村、董家峪子村、合兴村、库东村、前高湖村、万佛山村、王山峪村、岩路村、中高湖村、玉泉庄村和上高湖村。